# Jeremy Bokila
Jeremy Bokila (n. 14 noiembrie 1988 în Kinshasa) este un fotbalist congolez care joacă pe postul de atacant pentru echipa din Eerste Divisie, Willem II Tilburg și pentru naționala de fotbal a Republicii Democrate Congo.

## Carieră
Deși s-a născut în Republica Democrată Congo, Bokila și-a petrecut mare parte din carieră în Olanda și Belgia. În vara anului 2012, el a fost împrumutat de clubul român Petrolul Ploiești, cu opțiune de cumpărare din vară. În turul campionatului a marcat șase goluri și încă trei în Cupa României.  În martie 2013, Bokila a fost anunțat că va fi cumpărat în vară.
În sezonul 2012-2013 al Ligii I el a jucat 31 de meciuri și a marcat 16 goluri, ajutându-și echipa să termine pe locul 3 în campionat. În același sezon, el a câștigat Cupa României marcând singurul gol al meciului împotriva celor de la CFR Cluj.
Pe 28 august 2013, a fost vândut de la Petrolul la formația rusă FC Terek Groznîi.
În Iunie 2017 a revenit în România pentru formația română CFR Cluj 

## Palmares
Sparta Rotterdam
- Eerste Divisie: 
  - Locul 2: 2011–2012

Petrolul Ploiești
- Cupa României: 
  - Câștigători: 2012–2013

## Statistici
În august 2013
| Club              | Sezon         | Campionat | Campionat | Cupă    | Cupă   | Europa  | Europa | Total   | Total  |
| Club              | Sezon         | Meciuri   | Goluri    | Meciuri | Goluri | Meciuri | Goluri | Meciuri | Goluri |
| ----------------- | ------------- | --------- | --------- | ------- | ------ | ------- | ------ | ------- | ------ |
| AGOVV Apeldoorn   |               |           |           |         |        |         |        |         |        |
| 2007–08           | 32            | 7         | 0         | 0       | 0      | 0       | 32     | 7       |        |
| 2008–09           | 33            | 14        | 2         | 1       | 0      | 0       | 35     | 15      |        |
| 2009–10           | 32            | 10        | 1         | 0       | 0      | 0       | 33     | 10      |        |
| Total             | Total         | 97        | 31        | 3       | 1      | 0       | 0      | 100     | 32     |
| SV Zulte Waregem  |               |           |           |         |        |         |        |         |        |
| 2010–11           | 21            | 2         | 0         | 0       | 0      | 0       | 21     | 2       |        |
| 2011–12           | 2             | 0         | 0         | 0       | 0      | 0       | 2      | 0       |        |
| Total             | Total         | 15        | 0         | 0       | 0      | 1       | 0      | 16      | 0      |
| Sparta Rotterdam  |               |           |           |         |        |         |        |         |        |
| 2011–12           | 30            | 15        | 3         | 4       | 0      | 0       | 33     | 19      |        |
| Total             | Total         | 30        | 15        | 3       | 4      | 0       | 0      | 33      | 19     |
| Petrolul Ploiești |               |           |           |         |        |         |        |         |        |
| 2012–13           | 31            | 16        | 6         | 6       | 0      | 0       | 37     | 22      |        |
| Total             | Total         | 31        | 16        | 6       | 6      | 0       | 0      | 37      | 22     |
| Total Carieră     | Total Carieră | 173       | 62        | 12      | 11     | 0       | 0      | 186     | 73     |